# David Rodrigo
David Andrés Rodrigo Lo (Lleida, 8 de maig de 1968) és un entrenador de futbol catalanoandorrà. És el president del club de futbol sala FS Massalcoreig, i anteriorment va estar al capdavant de la selecció d'Andorra de futbol.

## Carrera d'entrenador
Professor esportiu de formació, Rodrigo va començar la seva carrera com a entrenador en les categories inferiors de la UE Lleida. Després es va traslladar al CD Binéfar de la tercera lliga espanyola. Amb Rodrigo com a entrenador, l'equip va pujar a la segona lliga i va guanyar una copa regional, i li van oferir ser el seleccionador de l'equip nacional d'Andorra.
Rodrigo va aportar una nova estructura organitzativa a l'equip i va organitzar un equip juvenil. Tot i així, l'equip va haver d'esperar uns quants anys per aconseguir la primera victòria en un partit de competició. Només al partit de classificació per a la Copa del Món de la FIFA 2006 contra Macedònia, l'únic gol de Marc Bernaus va donar a Andorra la seva primera i històrica victòria. El va seguir un altre èxit per a la selecció andorrana: un empat a Macedònia. Andorra també va obtenir un empat contra Finlàndia.
Per lluitar contra els inevitablement mals resultats d'Andorra, va desenvolupar tàctiques molt defensives per a l'equip. Com va descriure el comentarista David Pleat: “Aparcaran literalment l'autobús (davant de la porteria)”.